# 天探女
天探女（あめのさぐめ）は、天稚彦に仕えるような描写で日本神話に登場する女神。天佐具売ともされる（『古事記』）。天邪鬼（あまのじゃく）の原像とされる。

## 概要
『古事記』では天佐具売、『日本書紀』では天探女と表記する。平間神社では「命」号をつけ天佐具売命とする。

## 神話
『古事記』の葦原中国平定の記述の中で天照大御神が高御産巣日神と語らい、天菩比神（あめのほひのかみ）を派遣したが役目を果たさなかったので次いで天若日子を派遣した。しかし天若日子は8年の間復命しなかったため、思金神は鳴女（なきめ）という雉を送り、天若日子の真意を糺すよう天照大御神に進言した。雉は天若日子の家の門の楓に止まり、「おまえは葦原中国に派遣され、荒ぶる神々を帰服しろと命ぜられたが、なぜ、いまだに復命しない。」と天照大御神の言葉を伝えた。天佐具売はこれを聞いて、天若日子に「この鳥の鳴き声は不吉だ」と伝えた。そこで天若日子は弓矢で鳴女を射殺したが、その矢は鳴女の胸を貫き天照大御神と高木神（高御産巣日神の別名）のもとに届いた。これを拾った高木神は、「悪神を射た矢なら天若日子には当たらぬが、天若日子に悪い心があるなら当たる」と言挙げし、矢を投げ返すと、その矢は天若日子命の胸を貫いた（これを「還矢（かえしや）」と呼ぶ）。

## 解説
『古事記』の記述では何とも不吉な役割を演じているが、元来は神託を受けて吉凶を判断する巫女を神格化した存在と考えられ、政治と祭祀が一体であった時代に神託を捻じ曲げる巫女の存在は神への反逆であり、災いとなると受け止められたことが天佐具売なる女神の姿に反映したものと思われ、また、そのためか天佐具売は他の神とは違う特異な位置づけであり、『記紀』では神々は「命」や「神」と尊称を付けられているが、天探女は呼び捨てにされているとの説がある。また、呼称に天がつけられるのは天津神など天にかかわりの深い神の特徴であるが、天探女だけは、天つ神であるか否か、はっきりせず、『摂津国風土記』逸文・高津には『天稚彦天下（あめくだ）りし時、天稚彦に属（つき）て下れる神、天の探女』とあり「天津神」と解しうるが、『日本書紀』の一書には『時に国神有り。天探女と号（なづ）く』とあり「国神」とも記述されている。民話の天邪鬼の原像との説もある。
古典において、天磐船に乗った天探女が停泊した場所は高津であるとされる場合がある。たとえば江戸時代の『続歌林良材集・上』に引用されている『摂津国風土記』（逸文）には『難波高津は、天稚彦天下りし時、天稚彦に属（つき）て下れる神、天の探女、磐舟に乗て爰（ここ）に至る。天磐船の泊（はつ）る故を以て、高津と號す』とある。また万葉集には『ひさかたの天の探女が岩船の泊てし高津はあせにけるかも（久方乃 天之探女之 石船乃 泊師高津者 淺尓家留香裳）（巻3・292番）』とある。

## 祀る神社
天邪鬼の原型とされる天佐具売を祀る神社は極僅かであるが、照天神社では縁を探す女神として信仰されている。
- 平間神社（和歌山県西牟婁郡白浜町）
- 照天神社（神奈川県相模原市緑区）